# Philodromus infectus
Philodromus infectus là một loài nhện trong họ Philodromidae.
Loài này thuộc chi Philodromus. Philodromus infectus được miêu tả năm 1969 bởi Charles Denton Dondale & Redner.